# Coupe des champions féminine de volley-ball 1992-1993
Navigation
Coupe des champions 1991-1992 Coupe des champions 1993-1994
La coupe des champions est la plus importante compétition de club de volley-ball féminin, de la saison 1992-1993, en Europe.

## Tours de qualification

### Phase finale

#### Finale à quatre
|  | Demi-finales                               | Demi-finales                               |                         |   | Finale                             | Finale                             |
|  | Demi-finales                               | Demi-finales                               |                         |   | Finale                             | Finale                             |
|  |                                            |                                            |                         |   |                                    |                                    |
|  | 27.02.92, 15-13, 10-15, 15-13, 6-15, 10-15 | 27.02.92, 15-13, 10-15, 15-13, 6-15, 10-15 |                         |   | 28.02.92, 15-10, 6-15, 12-15, 7-15 | 28.02.92, 15-10, 6-15, 12-15, 7-15 |
|  | 27.02.92, 15-13, 10-15, 15-13, 6-15, 10-15 | 27.02.92, 15-13, 10-15, 15-13, 6-15, 10-15 |                         |   | 28.02.92, 15-10, 6-15, 12-15, 7-15 | 28.02.92, 15-10, 6-15, 12-15, 7-15 |
|  | Ouralotchka Iekaterinbourg                 | 2                                          |                         |   | 28.02.92, 15-10, 6-15, 12-15, 7-15 | 28.02.92, 15-10, 6-15, 12-15, 7-15 |
|  | Ouralotchka Iekaterinbourg                 | 2                                          |                         |   | 28.02.92, 15-10, 6-15, 12-15, 7-15 | 28.02.92, 15-10, 6-15, 12-15, 7-15 |
|  | Olimpia Teodora Ravenne                    | 3                                          |                         |   | 28.02.92, 15-10, 6-15, 12-15, 7-15 | 28.02.92, 15-10, 6-15, 12-15, 7-15 |
|  | Olimpia Teodora Ravenne                    | 3                                          | Olimpia Teodora Ravenne | 1 |                                    |                                    |
|  | 27.02.92, 15-6, 15-6, 15-8                 |                                            | Olimpia Teodora Ravenne | 1 |                                    |                                    |
|  |                                            | Parmalat Matera                            | 3                       |   |                                    |                                    |
|  | Parmalat Matera                            | Parmalat Matera                            | 3                       | 3 |                                    |                                    |
|  | Parmalat Matera                            |                                            |                         | 3 |                                    |                                    |
|  | Mladost Zagreb                             | 0                                          |                         |   |                                    |                                    |
|  | Mladost Zagreb                             | 0                                          | Match pour la 3e place  |   |                                    |                                    |
|  |                                            |                                            |                         |   |                                    |                                    |
|  | 28.02.92, 17-15, 15-13, 17-15              |                                            |                         |   |                                    |                                    |
|  |                                            |                                            |                         |   |                                    |                                    |
|  | Ouralotchka Iekaterinbourg                 | 3                                          |                         |   |                                    |                                    |
|  | Ouralotchka Iekaterinbourg                 | 3                                          |                         |   |                                    |                                    |
|  | Mladost Zagreb                             | 0                                          |                         |   |                                    |                                    |
|  | Mladost Zagreb                             | 0                                          |                         |   |                                    |                                    |